# Afrostyrax macranthus
Espèce
Afrostyrax macranthus est une espèce de plantes à fleurs de la famille des Huaceae et du genre Afrostyrax, présente principalement au Cameroun, également au Gabon.

## Description
C'est un arbuste de 3 à 6, voire 10 m de hauteur, dont l'écorce est blanc-grisâtre.

## Distribution
Subendémique du Cameroun, elle est assez rare. Les premiers spécimens y ont été récoltés en 1908 par Carl Ludwig Ledermann dans la Région du Sud, aux environs de Kribi.